# Zarriget Serbien
Zarriget Serbien (serbisk: Српско Царство, tr. Srpsko Carstvo) eller Zardømmet over serbere og grækere) var et middelalderligt rige på Balkanhalvøen, der opstod af det serbiske fyrstedømme Raška i 1300-talet. Zarriget Serbien eksisterede fra 1346 til 1371.